# Црква Светог Марка у селу Близнак
Црква Светог Марка у селу Близнак, насељеном месту на територији општине Жагубица, припада Епархији браничевској Српске православне цркве.
Градња цркве посвећене Светом апостолу и јеванђелисти Марку, почела је у пролеће 1937. године, а завршена две године касније, 1939. године. Прилог за градњу цркве сакупљан је од народа из села, као и из села која гравитирају Близнаку. Главни инвеститори изградње цркве у Близнаку су били привредници, трговци и једним делом држава Краљевина Југославија. Плац на коме је започета изградња храма су поклонили браћа Мишковић, Драгољуб и Јакша, као и Атнић Милисав и Милутин.
Храм је зидан у српско византијском стилу градње, са два кубета. Кубе изнад улазних врати на западном делу је нешто виши и четвртастог правоугаоног је облика. Кров је на две воде и покривен је новим црепом, док су куба покривена плехом. Кубе у задњем олтарском делу је из неколико нивоа и терасастог је облика. Оба кубета на себи имају и мање узане прозоре. У предњем је смештено и првобитно звоно. Првобитни иконостас је био од дасака и веома примитивне израде, служио је само ради одвајања олтарског дела од унутрашњости цркве. Тај иконостас је у новије време уништен тако да се губи и траг мајстора.
Садашњи нови иконостас је урадила мајсторска радионица из Београда и нешто је квалитетније израде са осликаним иконама на њему, рад је Петра Билића. Црква је споља са фасадом реновирана и санирана, као и унутрашњост која је осликана фреско сликањем.
Најновија спољна реновирања су рађена 2000/2001. године.